# Goran Selanec
Goran Selanec (Zagreb, 20. listopada 1976.) hrvatski je pravnik i ustavni sudac. 

## Životopis
Diplomirao je na Pravnom fakultetu u Zagrebu 2000. godine. Magistrirao je 2002. te doktorirao 2012. godine na University of Michigan Law School. 
Bio je znanstveni novak na Katedri za ustavno pravo (2001. – 2004.) i predavač na Katedri za europsko javno pravo Pravnog fakulteta u Zagrebu (2004. – 2009.), predavač na stručnom studiju Konferencijsko prevođenje Sveučilišta u Zagrebu (2009. – 2011.) i vanjski suradnik Katedre za pravo Ekonomskog fakulteta u Zagrebu (2013. – 2014.). Od 2012. gostujući je predavač na Europskoj pravnoj akademiji.
Nacionalni je stručnjak za ravnopravnost spolova (2009.– 2012.), gdje je sudjelovao u Mreži nacionalnih pravnih stručnjaka za ravnopravnost spolova Europske komisije. Viši je pravni savjetnik (2010. – 2012.) i zamjenik pravobraniteljice za ravnopravnost spolova (od 2012.). Od 2017. godine sudac je Ustavnog suda Republike Hrvatske.
Pravni je stručnjak na više projekata u okviru EU PROGRESS i EU PHARE. Međunarodni pravni stručnjak misije OESS-a u Bosni i Hercegovini (2013.). Objavio je više stručnih i znanstvenih radova s područja ustavnoga i građanskog prava.

## Priznanja
- 1998. Rektorova nagrada Sveučilišta u Zagrebu
- 2002. Potvrda za zasluge za »Europski pravni poredak« (fakultetska nagrada za najboljeg studenta na predmetu)
- 2003. Handlerova istraživačka stipendija za studij europskih integracija[1]

## Vanjske poveznice
- Zašto ovaj tip s briljantnim CV-jem u Hrvatskoj nema nikakve šanse da uđe u Ustavni sud (a prijavio se), Telegram, 19. svibnja 2016.